# Ntora Mpakogiannī
Theodōra Mītsotakī (in greco Θεοδώρα Μητσοτάκη?), detta Ntora e coniugata Mpakogiannī (Ντόρα Μπακογιάννη?, [ˈdoɾa bakoˈʝani]; anche traslitterata come Dora Bakogianni; Atene, 6 maggio 1954) è una politica greca.
Membro di Nuova Democrazia, se n'è allontanata nel 2010 per fondare Alleanza Democratica, che ha poi sciolto nel 2012, ritornando nel partito precedente.

## Biografia
Mpakogiannī ha iniziato i suoi studi primari alla scuola tedesca di Atene e ha conseguito il diploma presso la scuola tedesca di Parigi, città dove si era rifugiata la sua famiglia dopo il colpo di Stato dell'aprile 1967 che instaurò la dittatura militare in Grecia (regime dei colonnelli). Dopo la caduta del regime nel 1974 fece ritorno in patria, laureandosi in giurisprudenza nel 1976, dopo aver frequentato i corsi presso l'Università Kapodistria di Atene. Durante l'esilio ebbe modo di seguire corsi in scienze politiche e scienza delle comunicazioni presso l'Università Ludwig Maximilian di Monaco di Baviera. Parla correntemente tre lingue: inglese, francese e tedesco.

### Attività politica
Alle elezioni politiche del 1989 Bakoyannis conquistò il seggio parlamentare del nomos di Evrytania che era stato del defunto marito. Dopo aver vinto anche le successive elezioni del 1990, fu nominata dal padre sottosegretario di governo. Dal settembre 1991 all'agosto 1992 ebbe l'incarico anche di segretario generale degli affari internazionali nel partito Nuova Democrazia. Quattro mesi più tardi suo padre Konstantinos Mitsotakis le affidò il dicastero della Cultura, carica che ha mantenuto fino alla successive elezioni del 1993, vinte dal partito avversario PaSoK. Suo successore al ministero fu Melina Merkouri. Nel novembre 2009 dopo la sconfitta elettorale del suo partito guidato da Costas Karamanlis e le dimissioni di quest'ultimo, è stata una dei candidati alla nuova leadership del partito, ma è stata sconfitta dal neo-presidente Antōnīs Samaras. Nel novembre 2010, Dora Bakoyannis ha fondato un proprio partito, l'Alleanza Democratica che si è disciolto nel maggio 2012. Dora Bakoyannis torna nel partito della Nuova Democrazia.

## Vita privata
Mpakogiannī è la maggiore dei quattro figli di Konstantinos Mitsotakis, primo ministro della Grecia dal 1990 al 1993 e di Marika Giannoukou. Nel 1974 si unisce in matrimonio con il giornalista e uomo politico Pavlos Bakoyannis, dando alla luce due figli: Alexia e Kostas. Il 26 settembre 1989 il marito Pavlos, nominato portavoce del governo, viene ucciso in un agguato tesogli dalla formazione terroristica "17 novembre". 
Bakoyannis convola a nuove nozze nel 1998 con l'imprenditore Isidoros Kouvelos ma preferisce conservare il cognome del primo marito, avvalendosi di un diritto sancito dalla legge greca. 
Nel maggio 2019 il figlio Kostas viene eletto sindaco di Atene.

### Albero genealogico
Membri principali della famiglia Venizelos-Mitsotakis-Mpakogiannīs.

|                                |                                |                                |                                | Kyriakos Venizelos (?–1883)       | Kyriakos Venizelos (?–1883)       | Kyriakos Venizelos (?–1883)       | Kyriakos Venizelos (?–1883)       | Kyriakos Venizelos (?–1883)       | Kyriakos Venizelos (?–1883)       |                                |                                | Styliani Ploumidaki (1830–1897) | Styliani Ploumidaki (1830–1897) | Styliani Ploumidaki (1830–1897) | Styliani Ploumidaki (1830–1897) | Styliani Ploumidaki (1830–1897) | Styliani Ploumidaki (1830–1897) |                                 |                                 |                                                     |                                                     |                                                     |                                                     |                                                     |                                                     |                                  |                                  |                                  |                                  |                               |                               |                               |                               |
|                                |                                |                                |                                | Kyriakos Venizelos (?–1883)       | Kyriakos Venizelos (?–1883)       | Kyriakos Venizelos (?–1883)       | Kyriakos Venizelos (?–1883)       | Kyriakos Venizelos (?–1883)       | Kyriakos Venizelos (?–1883)       |                                |                                | Styliani Ploumidaki (1830–1897) | Styliani Ploumidaki (1830–1897) | Styliani Ploumidaki (1830–1897) | Styliani Ploumidaki (1830–1897) | Styliani Ploumidaki (1830–1897) | Styliani Ploumidaki (1830–1897) |                                 |                                 |                                                     |                                                     |                                                     |                                                     |                                                     |                                                     |                                  |                                  |                                  |                                  |                               |                               |                               |                               |
|                                |                                |                                |                                |                                   |                                   |                                   |                                   |                                   |                                   |                                |                                |                                 |                                 |                                 |                                 |                                 |                                 |                                 |                                 |                                                     |                                                     |                                                     |                                                     |                                                     |                                                     |                                  |                                  |                                  |                                  |                               |                               |                               |                               |
|                                |                                |                                |                                |                                   |                                   |                                   |                                   |                                   |                                   |                                |                                |                                 |                                 |                                 |                                 |                                 |                                 |                                 |                                 |                                                     |                                                     |                                                     |                                                     |                                                     |                                                     |                                  |                                  |                                  |                                  |                               |                               |                               |                               |
|                                |                                |                                |                                | Eleutherios Venizelos (1864–1936) | Eleutherios Venizelos (1864–1936) | Eleutherios Venizelos (1864–1936) | Eleutherios Venizelos (1864–1936) | Eleutherios Venizelos (1864–1936) | Eleutherios Venizelos (1864–1936) |                                |                                | Katigo Venizelou (1858–1934)    | Katigo Venizelou (1858–1934)    | Katigo Venizelou (1858–1934)    | Katigo Venizelou (1858–1934)    | Katigo Venizelou (1858–1934)    | Katigo Venizelou (1858–1934)    |                                 |                                 | Constantine "Costis" Mītsotakīs (1845–1898)         | Constantine "Costis" Mītsotakīs (1845–1898)         | Constantine "Costis" Mītsotakīs (1845–1898)         | Constantine "Costis" Mītsotakīs (1845–1898)         | Constantine "Costis" Mītsotakīs (1845–1898)         | Constantine "Costis" Mītsotakīs (1845–1898)         |                                  |                                  |                                  |                                  |                               |                               |                               |                               |
|                                |                                |                                |                                | Eleutherios Venizelos (1864–1936) | Eleutherios Venizelos (1864–1936) | Eleutherios Venizelos (1864–1936) | Eleutherios Venizelos (1864–1936) | Eleutherios Venizelos (1864–1936) | Eleutherios Venizelos (1864–1936) |                                |                                | Katigo Venizelou (1858–1934)    | Katigo Venizelou (1858–1934)    | Katigo Venizelou (1858–1934)    | Katigo Venizelou (1858–1934)    | Katigo Venizelou (1858–1934)    | Katigo Venizelou (1858–1934)    |                                 |                                 | Constantine "Costis" Mītsotakīs (1845–1898)         | Constantine "Costis" Mītsotakīs (1845–1898)         | Constantine "Costis" Mītsotakīs (1845–1898)         | Constantine "Costis" Mītsotakīs (1845–1898)         | Constantine "Costis" Mītsotakīs (1845–1898)         | Constantine "Costis" Mītsotakīs (1845–1898)         |                                  |                                  |                                  |                                  |                               |                               |                               |                               |
|                                |                                |                                |                                |                                   |                                   |                                   |                                   |                                   |                                   |                                |                                |                                 |                                 |                                 |                                 |                                 |                                 |                                 |                                 |                                                     |                                                     |                                                     |                                                     |                                                     |                                                     |                                  |                                  |                                  |                                  |                               |                               |                               |                               |
|                                |                                |                                |                                |                                   |                                   |                                   |                                   |                                   |                                   |                                |                                |                                 |                                 |                                 |                                 |                                 |                                 |                                 |                                 |                                                     |                                                     |                                                     |                                                     |                                                     |                                                     |                                  |                                  |                                  |                                  |                               |                               |                               |                               |
| Kyriakos Venizelos (1892–1942) | Kyriakos Venizelos (1892–1942) | Kyriakos Venizelos (1892–1942) | Kyriakos Venizelos (1892–1942) | Kyriakos Venizelos (1892–1942)    | Kyriakos Venizelos (1892–1942)    |                                   |                                   | Sofoklīs Venizelos (1894–1964)    | Sofoklīs Venizelos (1894–1964)    | Sofoklīs Venizelos (1894–1964) | Sofoklīs Venizelos (1894–1964) | Sofoklīs Venizelos (1894–1964)  | Sofoklīs Venizelos (1894–1964)  |                                 |                                 | Kyriakos Mītsotakīs (1892–1942) | Kyriakos Mītsotakīs (1892–1942) | Kyriakos Mītsotakīs (1892–1942) | Kyriakos Mītsotakīs (1892–1942) | Kyriakos Mītsotakīs (1892–1942)                     | Kyriakos Mītsotakīs (1892–1942)                     |                                                     |                                                     | Stavroula Ploumidaki (1896–1983)                    | Stavroula Ploumidaki (1896–1983)                    | Stavroula Ploumidaki (1896–1983) | Stavroula Ploumidaki (1896–1983) | Stavroula Ploumidaki (1896–1983) | Stavroula Ploumidaki (1896–1983) |                               |                               |                               |                               |
| Kyriakos Venizelos (1892–1942) | Kyriakos Venizelos (1892–1942) | Kyriakos Venizelos (1892–1942) | Kyriakos Venizelos (1892–1942) | Kyriakos Venizelos (1892–1942)    | Kyriakos Venizelos (1892–1942)    |                                   |                                   | Sofoklīs Venizelos (1894–1964)    | Sofoklīs Venizelos (1894–1964)    | Sofoklīs Venizelos (1894–1964) | Sofoklīs Venizelos (1894–1964) | Sofoklīs Venizelos (1894–1964)  | Sofoklīs Venizelos (1894–1964)  |                                 |                                 | Kyriakos Mītsotakīs (1892–1942) | Kyriakos Mītsotakīs (1892–1942) | Kyriakos Mītsotakīs (1892–1942) | Kyriakos Mītsotakīs (1892–1942) | Kyriakos Mītsotakīs (1892–1942)                     | Kyriakos Mītsotakīs (1892–1942)                     |                                                     |                                                     | Stavroula Ploumidaki (1896–1983)                    | Stavroula Ploumidaki (1896–1983)                    | Stavroula Ploumidaki (1896–1983) | Stavroula Ploumidaki (1896–1983) | Stavroula Ploumidaki (1896–1983) | Stavroula Ploumidaki (1896–1983) |                               |                               |                               |                               |
|                                |                                |                                |                                |                                   |                                   |                                   |                                   |                                   |                                   |                                |                                |                                 |                                 |                                 |                                 |                                 |                                 |                                 |                                 |                                                     |                                                     |                                                     |                                                     |                                                     |                                                     |                                  |                                  |                                  |                                  |                               |                               |                               |                               |
| Nikitas Venizelos (1930–2020)  | Nikitas Venizelos (1930–2020)  | Nikitas Venizelos (1930–2020)  | Nikitas Venizelos (1930–2020)  | Nikitas Venizelos (1930–2020)     | Nikitas Venizelos (1930–2020)     |                                   |                                   |                                   |                                   |                                |                                |                                 |                                 |                                 |                                 |                                 |                                 |                                 |                                 | Kōnstantinos Mītsotakīs (1918–2017)                 | Kōnstantinos Mītsotakīs (1918–2017)                 | Kōnstantinos Mītsotakīs (1918–2017)                 | Kōnstantinos Mītsotakīs (1918–2017)                 | Kōnstantinos Mītsotakīs (1918–2017)                 | Kōnstantinos Mītsotakīs (1918–2017)                 |                                  |                                  | Marika Giannoukou (1930–2012)    | Marika Giannoukou (1930–2012)    | Marika Giannoukou (1930–2012) | Marika Giannoukou (1930–2012) | Marika Giannoukou (1930–2012) | Marika Giannoukou (1930–2012) |
| Nikitas Venizelos (1930–2020)  | Nikitas Venizelos (1930–2020)  | Nikitas Venizelos (1930–2020)  | Nikitas Venizelos (1930–2020)  | Nikitas Venizelos (1930–2020)     | Nikitas Venizelos (1930–2020)     |                                   |                                   |                                   |                                   |                                |                                |                                 |                                 |                                 |                                 |                                 |                                 |                                 |                                 | Kōnstantinos Mītsotakīs (1918–2017)                 | Kōnstantinos Mītsotakīs (1918–2017)                 | Kōnstantinos Mītsotakīs (1918–2017)                 | Kōnstantinos Mītsotakīs (1918–2017)                 | Kōnstantinos Mītsotakīs (1918–2017)                 | Kōnstantinos Mītsotakīs (1918–2017)                 |                                  |                                  | Marika Giannoukou (1930–2012)    | Marika Giannoukou (1930–2012)    | Marika Giannoukou (1930–2012) | Marika Giannoukou (1930–2012) | Marika Giannoukou (1930–2012) | Marika Giannoukou (1930–2012) |
|                                |                                |                                |                                |                                   |                                   |                                   |                                   |                                   |                                   |                                |                                |                                 |                                 |                                 |                                 |                                 |                                 |                                 |                                 |                                                     |                                                     |                                                     |                                                     |                                                     |                                                     |                                  |                                  |                                  |                                  |                               |                               |                               |                               |
|                                |                                |                                |                                |                                   |                                   |                                   |                                   |                                   |                                   |                                |                                |                                 |                                 |                                 |                                 |                                 |                                 |                                 |                                 |                                                     |                                                     |                                                     |                                                     |                                                     |                                                     |                                  |                                  |                                  |                                  |                               |                               |                               |                               |
|                                |                                |                                |                                |                                   |                                   |                                   |                                   |                                   |                                   |                                |                                | Pavlos Mpakogiannīs (1935–1989) | Pavlos Mpakogiannīs (1935–1989) | Pavlos Mpakogiannīs (1935–1989) | Pavlos Mpakogiannīs (1935–1989) | Pavlos Mpakogiannīs (1935–1989) | Pavlos Mpakogiannīs (1935–1989) |                                 |                                 | Ntora Mpakogiannī nata Theodōra Mītsotakī (b. 1954) | Ntora Mpakogiannī nata Theodōra Mītsotakī (b. 1954) | Ntora Mpakogiannī nata Theodōra Mītsotakī (b. 1954) | Ntora Mpakogiannī nata Theodōra Mītsotakī (b. 1954) | Ntora Mpakogiannī nata Theodōra Mītsotakī (b. 1954) | Ntora Mpakogiannī nata Theodōra Mītsotakī (b. 1954) |                                  |                                  | Kyriakos Mītsotakīs (b. 1968)    | Kyriakos Mītsotakīs (b. 1968)    | Kyriakos Mītsotakīs (b. 1968) | Kyriakos Mītsotakīs (b. 1968) | Kyriakos Mītsotakīs (b. 1968) | Kyriakos Mītsotakīs (b. 1968) |
|                                |                                |                                |                                |                                   |                                   |                                   |                                   |                                   |                                   |                                |                                | Pavlos Mpakogiannīs (1935–1989) | Pavlos Mpakogiannīs (1935–1989) | Pavlos Mpakogiannīs (1935–1989) | Pavlos Mpakogiannīs (1935–1989) | Pavlos Mpakogiannīs (1935–1989) | Pavlos Mpakogiannīs (1935–1989) |                                 |                                 | Ntora Mpakogiannī nata Theodōra Mītsotakī (b. 1954) | Ntora Mpakogiannī nata Theodōra Mītsotakī (b. 1954) | Ntora Mpakogiannī nata Theodōra Mītsotakī (b. 1954) | Ntora Mpakogiannī nata Theodōra Mītsotakī (b. 1954) | Ntora Mpakogiannī nata Theodōra Mītsotakī (b. 1954) | Ntora Mpakogiannī nata Theodōra Mītsotakī (b. 1954) |                                  |                                  | Kyriakos Mītsotakīs (b. 1968)    | Kyriakos Mītsotakīs (b. 1968)    | Kyriakos Mītsotakīs (b. 1968) | Kyriakos Mītsotakīs (b. 1968) | Kyriakos Mītsotakīs (b. 1968) | Kyriakos Mītsotakīs (b. 1968) |
|                                |                                |                                |                                |                                   |                                   |                                   |                                   |                                   |                                   |                                |                                |                                 |                                 |                                 |                                 |                                 |                                 |                                 |                                 |                                                     |                                                     |                                                     |                                                     |                                                     |                                                     |                                  |                                  |                                  |                                  |                               |                               |                               |                               |
|                                |                                |                                |                                |                                   |                                   |                                   |                                   |                                   |                                   |                                |                                |                                 |                                 |                                 |                                 | Kōstas Mpakogiannīs (b. 1978)   |                                 |                                 |                                 |                                                     |                                                     |                                                     |                                                     |                                                     |                                                     |                                  |                                  |                                  |                                  |                               |                               |                               |                               |

     I componenti della famiglia divenuti Primi ministri in Grecia sono segnati con lo sfondo azzurro.